# Моралес, Максимилиано
Максимилано Николас «Макси» Моралес (исп. Maximiliano Nicolás Moralez; 27 февраля 1987, Гранадеро-Байгоррия, Санта-Фе, Аргентина) — аргентинский футболист, полузащитник клуба «Нью-Йорк Сити».

## Карьера
В августе 2007 года перешёл в ФК «Москва». В феврале 2008 года был отдан обратно в аренду в «Расинг» (Авельянеда). В 2009 году на тех же правах оказался в клубе «Велес Сарсфилд». В июле 2011 года перешёл в итальянский клуб «Аталанта».
15 февраля 2017 года Моралес перешёл в клуб MLS «Нью-Йорк Сити», подписав трёхлетний контракт по правилу назначенного игрока. В главной лиге США дебютировал 5 марта 2017 года в матче первого тура сезона против «Орландо Сити». 12 марта 2017 года в матче против «Ди Си Юнайтед» забил свой первый гол в MLS. В трёх матчах июня 2019 года забил три гола и отдал шесть голевых передач, за что был назван игроком месяца в MLS. Был отобран на Матч всех звёзд MLS 2019, в котором команда звёзд лиги принимала испанский «Атлетико Мадрид». 3 октября 2019 года подписал с «Нью-Йорк Сити» новый двухлетний контракт до конца сезона 2021. По итогам сезона 2019, в котором отдал 20 голевых передач, став лучшим ассистентом лиги, был включён в символическую сборную MLS. По истечении контракта Моралеса с «Нью-Йорк Сити» в конце сезона 2021, в котором клуб выиграл Кубок MLS, стороны начали переговоры о продлении сотрудничества, и 1 января 2022 года игрок подписал с клубом новый контракт на сезон 2022 с опцией продления на сезон 2023. После окончания сезона 2022 «Нью-Йорк Сити» продлил контракт с Моралесом на сезон 2023 согласно опции.
23 декабря 2022 года Моралес вернулся в «Расинг».
8 августа 2023 года Моралес на правах свободного агента вернулся в «Нью-Йорк Сити», подписав контракт до конца сезона 2024. В начале сентября 2023 года получил разрыв передней крестообразной связки правого колена.
16 марта 2011 года дебютировал в сборной Аргентины в товарищеском матче против сборной Венесуэлы (4:1).

## Достижения
Командные
- Чемпион Аргентины (2): Кл. 2009, Кл. 2011
- Чемпион мира среди молодёжных команд (U20) (1): 2007
- Чемпион MLS (обладатель Кубка MLS): 2021

Личные
- Обладатель «Серебряного мяча» чемпионата мира среди молодёжных команд (до 20 лет): 2007
- Обладатель «Бронзовой бутсы» чемпионата мира среди молодёжных команд (до 20 лет): 2007 (4 гола)
- Член символической сборной MLS: 2019
- Игрок месяца в MLS: июнь 2019
- Участник Матча всех звёзд MLS: 2019